# Trapania pallida
Trapania pallida is een slakkensoort uit de familie van de plooislakken (Goniodorididae). De wetenschappelijke naam van de soort werd in 1968 voor het eerst geldig gepubliceerd door Kress.

## Beschrijving
De zeenaaktslak Trapania pallida is doorschijnend wit van kleur met witte vlekken op de rinoforen, tentakels, kieuwen en staart. Er zijn laterale tentakels die naar achteren zijn gericht vanaf de basis van de rinoforen en een ander paar naast de kieuwen, vergelijkbaar met Trapania maculata, maar die van T. pallida zijn korter. De maximale geregistreerde lengte voor deze soort is 15 mm. T. pallida voedt zich met kelkwormen, die vaak op sponzen en andere levende ondergronden groeit.

## Verspreiding
Deze soort werd voor het eerst beschreven vanuit Plymouth, Engeland en komt voor tot in het noorden van Schotland. Het is vervolgens gemeld vanaf de Atlantische kusten zo ver zuidelijk als Portugal en in de Middellandse Zee tot in het oosten als Cagnes-sur-Mer.